# Odontophorus stellatus
Az Odontophorus stellatus a madarak osztályának tyúkalakúak (Galliformes) rendjébe és a fogasfürjfélék (Odontophoridae) családjába tartozó faj.

## Rendszerezése
A fajt John Gould angol ornitológus  írta le 1843-ban, az Ortyx nembe Ortyx (Odontophorus) stellatus néven.

## Előfordulása
Bolívia, Brazília, Ecuador és Peru területén honos. A természetes élőhelye szubtrópusi és trópusi síkvidéki esőerdők.

## Megjelenése
Testhossza 24–28 centiméter, a hím testtömege 358 gramm, a tojó 315 gramm.

## Külső hivatkozások
- Képek az interneten a fajról
- Internet Bird Collection - videók a fajról
- Xeno-canto.org - a faj hangja